# Lancelot du Lac (téléfilm)
Pour les articles homonymes, voir Lancelot (homonymie).
Pour plus de détails, voir Fiche technique et Distribution.
Lancelot du Lac est un téléfilm français réalisé par Claude Santelli d'après l'œuvre de Chrétien de Troyes Lancelot ou le Chevalier de la charrette. Tourné en décors naturels au cœur de la Bretagne au printemps 1970, le téléfilm fut diffusé à Noël 1970 sur la 2e chaîne française mais n’a jamais été rediffusé.

## Synopsis
Au XIIIe siècle, en Bretagne, les aventures de Lancelot qui, après avoir élevé au fond d'un lac par la fée Viviane, dame du Lac, devient un des chevaliers de la Table ronde, puis tombe secrètement amoureux de Guenièvre, l'épouse du roi Artus, pour laquelle il va accomplir de nombreux exploits.

## Fiche technique
- Titre : Lancelot du Lac
- Réalisation, dialogues et adaptation : Claude Santelli d'après l'œuvre de Chrétien de Troyes
- Assistants réalisateurs : Marlène Bertin et Michel Favart
- Script : Marie-Claude Charlot
- Chef de production : Robert Asso
- Producteur et coproducteur : Office de radiodiffusion télévision française
- Musique originale : Georges Delerue
- Enregistrement musical : Daï Hong N’Guyen
- Illustration sonore : Betty Willemetz
- Trucages : Georges Pansu
- Conseiller équestre et combats : Jean Galtat
- Fichier: André Lecoeuvre
- Caméra : Henri Delmarti, Guy Caolle et Jacques Bouyssou
- Son : Claude Bittan et Michel Vayssie
- Montage : Jean-Claude Huguet et Monique Raimbault
- Bruitages : Albert Platzman
- Mixage : Daniel Léonard
- Décors : Jean Thomen, Richard Cunin et Jacques Bataille
- Ensembliers : Jacques Dayot et Alain Le Houerou
- Costumes : Rosine Delamare et Jean-Philippe Abril
- Maquillage : Andrée Jaïs
- Coiffure : Michel Valme
- Habillage : Madeleine Davieu
- Accessoires : Serge Rulh

## Distribution
- Gérard Falconetti : Lancelot du Lac
- Marie-Christine Barrault : la reine Guenièvre
- Tony Taffin : le roi Artus
- Robert Favart : le Roi pêcheur
- Jacques Weber : Gauvain
- Arlette Téphany : la reine Hélène
- Jean Chevrier : le roi Ban
- Jean Bouvier : le chapelain
- Anne Saint-Mor : la fée Viviane
- Jean-Pierre Bernard : le sénéchal Keu
- Marianick Revillon : Saraïde
- Paul Rieger : Guillaume
- Muriel Baptiste : Hélène
- Patrick Verde : Yvain
- Renée Faure : Bérengère
- Frédéric Sakiss : Bohor
- Gérard Denicot : l'ermite
- Paule Noëlle (sociétaire de la Comédie-Française) : Brisane
- Andrée Champeaux : la dame
- Armand Meffre : le guetteur
- Gabriel Jabbour : Bélinant
- Jacques Lalande : le vieux seigneur de Nohant
- Marcella de Saint-Amant : la dame de Nohant
- Agathe Natanson : Laudine, servante de la reine
- Christine Chicoine : autre servante de la reine
- Luc Florian : le chanteur
- Françoise Belinard : la messagère
- Alain Foures et Philippe Noël : les écuyers de Lancelot
- Marcel Pérès : le paysan
- Guy Delorme : Brandus des Îles
- Jean Lanier : l'aveugle
- Régine Motte: la tentatrice
- Gérald Denizot
- Jacques Bouvier
- Valérie Stroh
- May Chartrette
- Jimmy Karoubi
- Xavier Renoult
- Jean-Claude Amyl
- Bernard Musson
- Emmanuel Pierson
- Sébastien Keran
- Voix de Sacha Pitoëff : l'ennemi

## Anecdotes
- Le compositeur de la musique de ce téléfilm est également le compositeur qui a officié dans pour la série qui fit fureur dans les années 1970 Les Rois maudits.
- Gérard Falconetti est le petit-fils de Maria Falconetti, interprète de la Jeanne d'Arc du film de Carl Dreyer en 1927.
- Claude Santelli a fait l’éloge du talent de Marie-Christine Barrault en 1997 lors d’une interview où il explique comment il lui a donné le rôle de Guenièvre.